# Żuków (osada leśna w województwie dolnośląskim)
Żuków – osada leśna w Polsce położona w województwie dolnośląskim, w powiecie polkowickim, w gminie Polkowice.
W latach 1975–1998 miejscowość należała administracyjnie do województwa legnickiego.